# Arne Westgren
Arne Westgren est un métallographe suédois né le 11 juillet 1889 à Årjäng et mort le 7 mars 1975 à Stockholm.
Il est le secrétaire du comité Nobel de physique de 1926 à 1943, puis préside le comité Nobel de chimie de 1944 à 1965.